# Vysílač U rozhledny
Televizní dokrývač U Rozhledny se nachází na stejnojmenném vrchu, někdy také známém jako Frýdlantská výšina nebo Resselův kopec. Televizním a rozhlasovým vysíláním pokrývá především Frýdlant.

## Vysílané stanice

### Televize
Přehled televizních multiplexů vysílaných z Frýdlantské výšiny:
|        | Multiplex    | Kanál | Kmitočet | Výkon (ERP) | Polarizace   |
| ------ | ------------ | ----- | -------- | ----------- | ------------ |
| DVB-T2 | Multiplex 21 | 26    | 514 MHz  | 0,025 kW    | horizontální |
| DVB-T2 | Multiplex 22 | 28    | 530 MHz  | 0,025 kW    | horizontální |
| DVB-T2 | Multiplex 23 | 31    | 554 MHz  | 0,025 kW    | horizontální |

### Rozhlas
Přehled rozhlasových stanic vysílaných z Frýdlantské výšiny:
|    | Stanice     | Kmitočet | Výkon (ERP) | Polarizace |
| -- | ----------- | -------- | ----------- | ---------- |
| FM | ČRo Liberec | 97,4 MHz | 0,2 kW      | vertikální |

## Ukončené vysílání

### Analogová televize
Vypínání analogového vysílání probíhalo od 31. prosince 2010 do 30. června 2011.
| Vypnuto       | Stanice | Kanál | Kmitočet   | Výkon (ERP) | Polarizace   |
| ------------- | ------- | ----- | ---------- | ----------- | ------------ |
| červen 2011   | ČT1     | 34    | 575,25 MHz | -           | horizontální |
| prosinec 2010 | ČT2     | 41    | 631,25 MHz | -           | horizontální |

### Digitální vysílání DVB-T
Vypínání probíhalo od 26. února 2020 do 28. července 2020.
| Vypnuto       | Multiplex   | Kanál | Kmitočet | Výkon (ERP) | Polarizace   |
| ------------- | ----------- | ----- | -------- | ----------- | ------------ |
| únor 2020     | Multiplex 1 | 43    | 650 MHz  | 0,025 kW    | horizontální |
| červenec 2020 | Multiplex 2 | 52    | 722 MHz  | 0,025 kW    | horizontální |